# Brug (tandheelkunde)

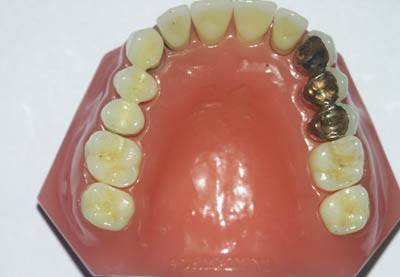
Brug op model

Een tandheelkundige brug is een constructie ter vervanging van een of meer afwezige natuurlijke gebitselementen, bevestigd op naburige elementen. Een klassieke brug bevat een in één stuk gegoten metalen structuur (in een goudlegering of  in  een edelstaal legering) met erboven een porselein of een kunsthars bedekking .
De elementen die de ontbrekende tanden vervangen wordt de pontic genoemd.  De tanden die de brug houden worden de pijlertanden genoemd. De pijlertanden worden door de tandarts beslepen.
In feite bestaat een brug uit minimaal twee kronen met ertussen minimaal één ponticelement. Implantaten kunnen ook als pijler gebruikt worden.
Men kan de bruggen indelen enerzijds volgens het materiaal waaruit ze gemaakt zijn of anderzijds volgens hun vorm.
- Indeling volgens het materiaal waaruit ze gemaakt zijn:
  - Vmk-brug (porselein gebakken op edel- of op niet-edel metaal structuur)
  - kunsthars op edel- of niet-edelmetaal structuur
  - volkeramisch
  - glasvezelversterkte composietbruggen
  - kunstharsbruggen (worden enkel als voorlopige brug aangewend)

- Indeling volgens hun vorm:
  - De gewone brug (pontic bevindt zich tussen de pijlertanden)
  - De vrijeind brug (de pijlertanden bevinden zich enkel aan één kant van de pontic)
  - De etsbrug, kleefbrug, of ook nog Maryland brug genoemd  (de etsbrug bevat in feite enkel een pontic en twee metaalvleugeltjes die aan de buurtanden gekleefd wordt)

Een brug ter vervanging van voortanden in de onderkaak kan met de Prummelklem worden bevestigd.